# 6752 Ешлі
6752 Ешлі (6752 Ashley) — астероїд головного поясу, відкритий 26 березня 1971 року.
Тіссеранів параметр щодо Юпітера — 3,499.